# Andreas Hadik von Futak
Il Conte Feldmaresciallo Andreas Hadik von Futak (in ungherese futaki Hadik András gróf) (Kőszeg, 16 ottobre 1710 – Vienna, 12 marzo 1790) fu Conte del Sacro Romano Impero.

## Biografia

### I primi anni
Hadik von Futak era figlio di un ufficiale di cavalleria ungherese di origini slave, Mihály Hadik de Futak, e di sua moglie, Franziska Hardy (lussemburghese). Intrapresa la carriera degli studi giuridici, entrò però al servizio degli ussari di Ghilányi e quindi nelle armate del Sacro Romano Impero dal 1730 e già nel 1735 divenne capitano di un corpo di guardia di stanza a Philippsburg, partecipando poco dopo (1738) alla guerra contro i Turchi ed alla Guerra di successione austriaca. Egli partecipò alle vittorie dell'esercito russo in Bessarabia ed agli assedi di Oczakow e Bender. Nel 1744 venne promosso a Colonnello di reggimento degli ussari dopo aver respinto coraggiosamente un attacco delle forze francesi alla città di Nidderau. Per questo ed altri meriti venne in seguito promosso Maggiore Generale dal 1748 e nominato già dal 1756 Feldmaresciallo Secondo Luogotenente.

### La guerra dei sette anni
Nel corso della guerra dei sette anni Hadik partecipò il 7 settembre 1757 alla Battaglia di Görlitz, prendendo dall'ottobre di quello stesso anno il possesso di un corpo di soldati ungheresi e croati di circa 5.000 uomini. Egli occupò successivamente Berlino il 16 ottobre di quello stesso anno, costringendo il governo prussiano al pagamento della somma di 200.000 talleri come riscatto della città. Il 5 settembre 1758 egli prese Pirna con la sua fortezza e quello stesso anno venne nominato Generale di Cavalleria.
Nel 1762 ottenne il comando supremo delle armate austriache impegnate nel conflitto, operando inizialmente con successo, ma venendo poi sempre più sopraffatto dalla figura del Principe Enrico di Prussia che lo sconfisse il 29 ottobre 1762 a Freiberg. Nel 1763 venne nominato conte dell'Impero Asburgico con un latifondo immenso.

### Governatore e politico

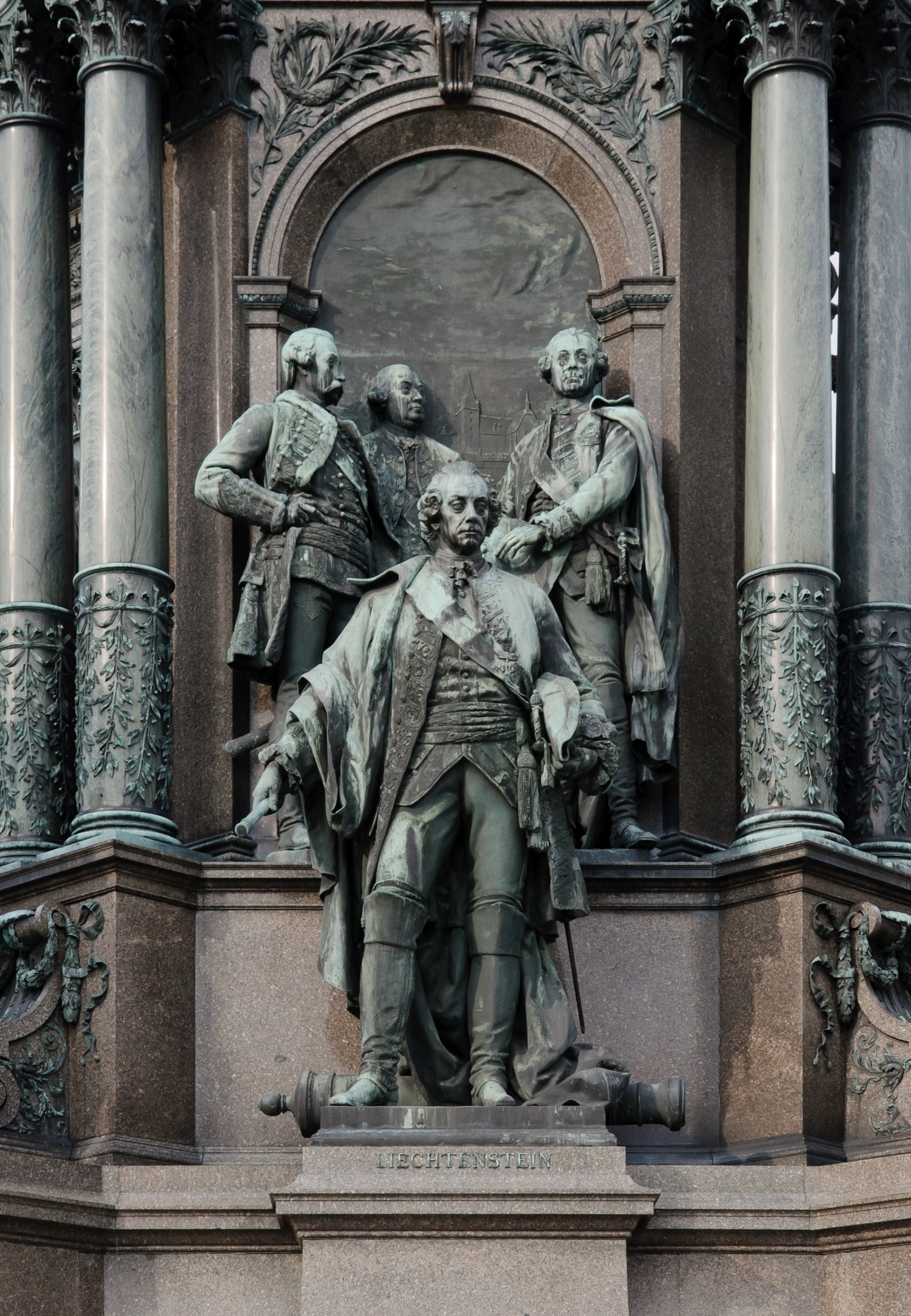
Hadik è indietro la figura in mezzo

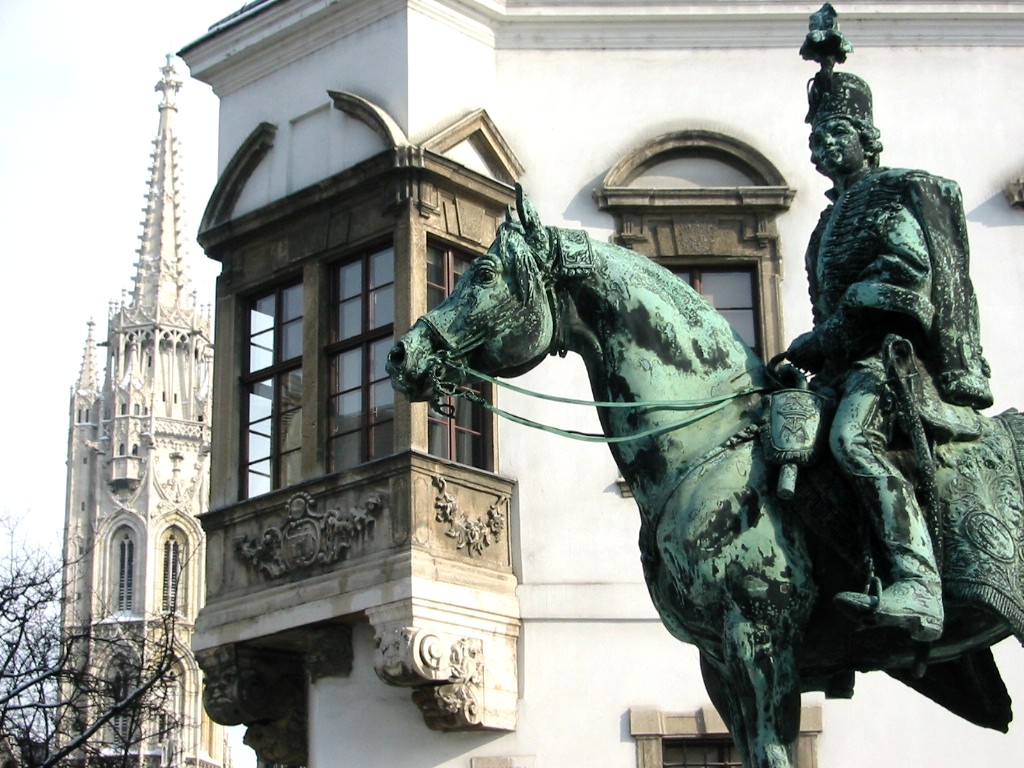
La sua statua a cavallo a Budapest

Hadik dal 1764 venne nominato Governatore della Transilvania, partecipando nel 1769 al Congresso di Karlowitz di cui ottenne la presidenza ed infine, nel 1773, divenne Governatore della Galizia, passata da poco dalla Polonia all'Austria dopo la spartizione del regno polacco. Nel 1777 venne nominato conte del Sacro Romano Impero e divenne presto presidente del Consiglio di Guerra dell'imperatore Giuseppe II. Nel 1789 divenne comandante delle truppe imperiali contro i Turchi, presenziando al letto di morte dell'Imperatore Giuseppe II il 20 febbraio 1790.
Andreas Hadik von Futak morì il 12 marzo 1790 a Vienna e venne sepolto a Futak. Della sua vita, egli lasciò un diario ricco di rilevanti informazioni storiche sulla storia della sua epoca.
Una sua statua, tra le personificazioni dei comandanti militari più noti dell'Impero, è presente nel Monumento a Maria Teresa a Vienna e un'altra a cavallo nel Castello di Buda a Budapest.